# NGC 2516
Az NGC 2516 (más néven Caldwell 96) egy nyílthalmaz a Carina csillagképben.

## Felfedezése
Az NGC 2516 nyílthalmazt Nicolas-Louis de Lacaille abbé fedezte fel 1751-ben vagy 1752-ben egy dél-afrikai megfigyelés alkalmával.

## Megfigyelési lehetőség
Már egy binokulár segítségével is észlelhető, kedvező látási viszonyok és sötét éjszaka esetén akár szabad szemmel is látható.